# エフゲニア・メドベデワ
エフゲニア・メドベデワ（Yevgeniya Vladimirovna Medvedeva、ロシア語: Евге́ния Влади́мировна Медве́дева-Арбу́зова、旧姓Arbuzova、1976年7月4日 - ）は、ソビエト連邦カレリア自治ソビエト社会主義共和国（現在のロシア、カレリア共和国）コンドポガ出身の元クロスカントリースキー選手。2000年代にロシア代表として国際大会で活躍した。

## プロフィール
メドベデワ（旧姓アルブゾワ）は1997年1月5日にクロスカントリースキー・ワールドカップにデビュー、15km42位となった。
2005年2月12日に10kmでワールドカップ初勝利。2005年ノルディックスキー世界選手権では4×5kmリレーで銀メダルを獲得した。
2006年のトリノオリンピック代表に選出され、パシュート銅メダル、4×5kmリレーでは金メダルを獲得した。
2009年ノルディックスキー世界選手権では30kmで銀メダルを獲得した。
2010年のバンクーバーオリンピックに2度目のオリンピック出場、10km7位、15kmパシュート39位、リレー7位となり、この大会を最後に現役を引退した。